# Basni in pravljice
Basni in pravljice so zbirka poučnih živalskih in drugih zgodb avtorja Dragotina Ketteja. Knjiga je bila izdana pri Mohorjevi družbi leta 1990 v Celju. Obsega 25 basni in pravljic: Muha in pajek, Vrabec in lastovka, Srna in orel, Mravlji, Mačka in miška, Kužek in Sultan, Mufek in Pufek, Čebelica in čmrlj, Petelin in kokoš, Krt modrijan, Osel in petelin, Petelin in putka, Sultan in kužek, Kužek in raca, Pav in golobček, Metuljček, Deček in cvet, Jurček zidar, Kako se je zgodilo Matičku, Tončkove sanje, Žalostinka, Stankova smrt, Legenda o skopulji z nogavico, Pravljica o ubogi Terezinki, Pravljica o šivilji in škarjicah.

### Analiza basni
Mačka in miška  
- Književni čas in prostor: dogaja se dva dneva v kleti.
- Pripovedovalec je tretjeosebni.
- Glavna oseba je mačka.
- Stranski osebi sta miška in gospodinja.
- Motivi pravljice so motiv slanine, požrešnosti, zahrbtnosti, smrti.
- Slog
- Okrasni pridevki: mlada,prijazno, tatinska, sladke, požerunska, nedolžna
- Pomajševalnice: miška, botrica, mucika
- Ljudska števila: drugi dan.

Basen hoče poučiti bralca neopazno in nevsiljivo, prikupno in neboleče posredno prek izmišljene živalske zgodbe za določeno našo, človeško napako. Ta zgodba je samo parabla oz. prilika. V basni nastopata dve domači in znani živali (mačka in miš). Pesnik smeši razne človeške napake in poveličuje vrline. Tako zlasti smeši sebičnost, skopost in lakomnost, častihlenost in bahavost, hinavščino, strahopetnost in brezdelje ter poveličuje skromnost, dobrosrčnost, ljubezen do človeka, resnicoljubnost, pogum in delavnost. Značaji nastopajočih se razodevajo v živahnih pogovorih. Jezik je ljudsko naraven, sočen in nazoren, pogosto oprt na stalna rekla. Slog z onomatopoetičnimi izrazi, pomanjševalnicami, okrasnimi pridevki in ponavljalnimi figurami ustreza otrokovi duševnosti.

## Izdaje
Basni in pravljice, leta 1990.